# Nūr von Jordanien

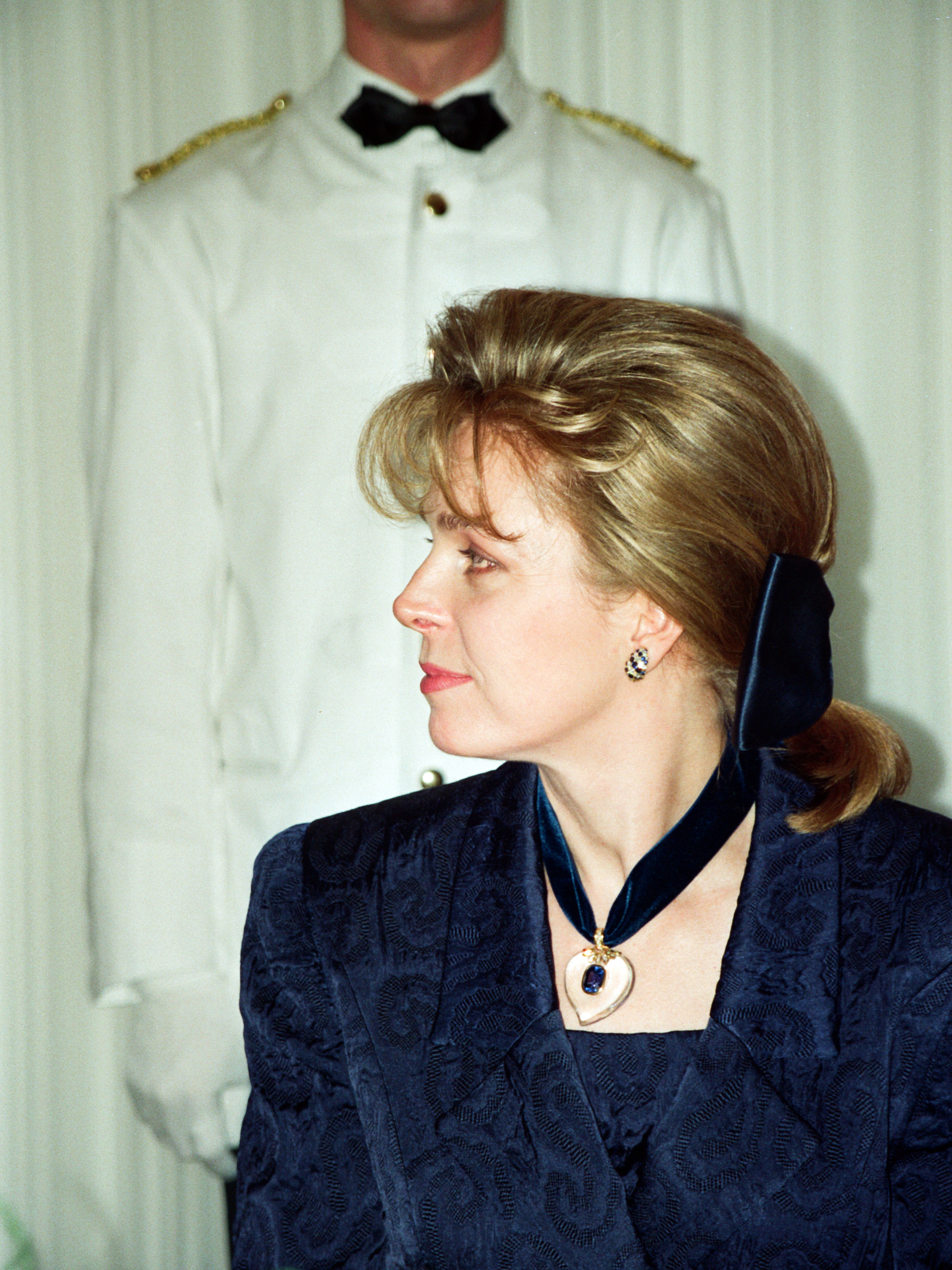
Nūr von Jordanien

Königin Nūr oder Nur von Jordanien, auch Noor al-Hussein genannt (arabisch نور الحسين, DMG Nūr al-Ḥusayn geboren 23. August 1951 in Washington, D.C. als Lisa Najeeb Halaby), ist die vierte Frau und Witwe des am 7. Februar 1999 verstorbenen jordanischen Königs Hussein I. bin Talal.
Im Jahr 1985 gründete Königin Nūr die Noor Al Hussein Foundation und 1999 die King Hussein Foundation, denen sie vorsteht. Sie ist zudem seit 1995 Präsidentin der United World Colleges und Mitglied des Ehrenschutzkomitees der Internationalen Koordination für die Dekade für eine Kultur des Friedens und der Gewaltfreiheit für die Kinder der Welt.
2015 erhielt sie an der Princeton University den Woodrow Wilson Award für ihre Dienste an der Öffentlichkeit.

## Titel
Den Titel einer Königin von Jordanien teilt sie sich seit dem 22. März 1999 mit Rania von Jordanien.

## Biografie

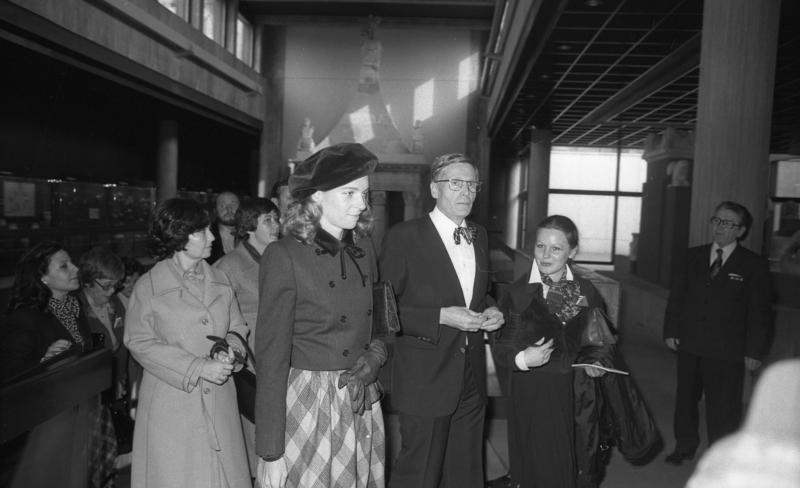
Königin Nūr von Jordanien beim Staatsbesuch in der Bundesrepublik Deutschland 1978 in Köln

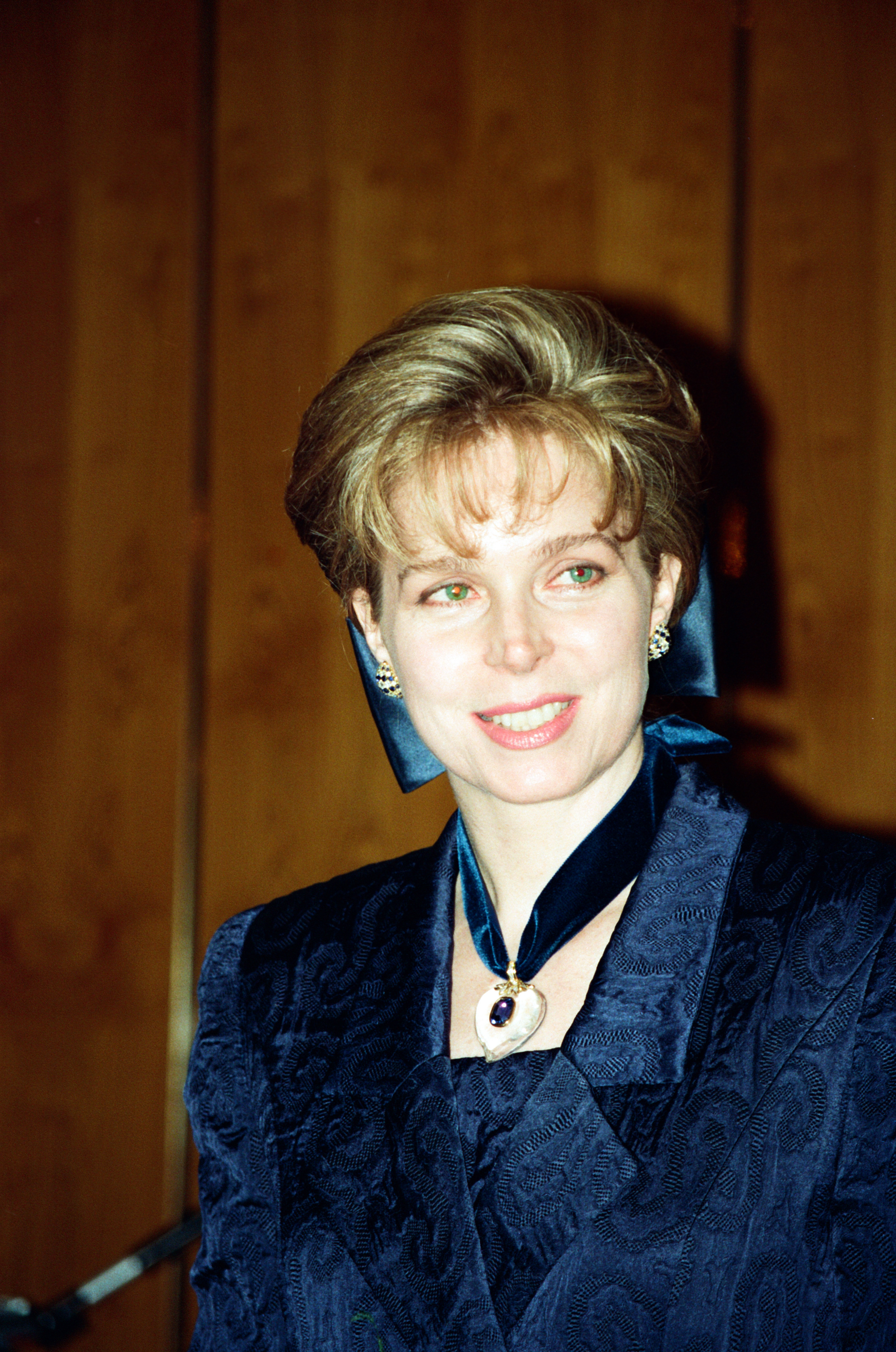
Königin Nūr von Jordanien bei einem Empfang in Bremen in den 1990er Jahren

Nūr von Jordanien wurde  unter dem bürgerlichen Namen Lisa Najeeb Halaby in Washington, D.C., in eine arabisch-amerikanische Familie geboren und ist die Tochter von Najeeb E. Halaby (1915–2003) und seiner ersten Ehefrau, Doris Carlquist (1918–2015). Sie hat zwei Geschwister und wuchs in den USA auf. Ihre Mutter wurde am 9. September 1918 in Leavenworth, Washington, geboren, wo ihr Vater Bürgermeister war. Sie studierte Politikwissenschaften an der University of Washington. Königin Nūrs Vater wurde am 19. November 1915 in Dallas, Texas, geboren und ist der Sohn eines libanesisch-syrischen Vaters und einer amerikanischen Mutter. Er studierte an der Stanford University, schloss 1937 sein Studium der Politikwissenschaften ab und erwarb 1940 an der Yale Law School einen Jura-Abschluss. Während des Zweiten Weltkriegs diente er als Testpilot der U.S. Navy. 1961 wurde er von John F. Kennedy zum Administrator der Federal Aviation Agency ernannt.
Im Jahr 1973 erwarb Nūr an der Princeton University einen Bachelor of Arts in Architektur und Stadtplanung und arbeitete danach an Stadtplanungs- und Designprojekten in Australien, dem Iran, den USA und Jordanien.
1978 heiratete sie König Hussein I. bin Talal von Jordanien, trat zum Islam über und nahm den Namen Noor al-Hussein an (zu deutsch: „das Licht des  Husseins“).
Sie ist Mutter von
- Prinz Hamzah (* 29. März 1980)
- Prinz Hashim (* 10. Juni 1981)
- Prinzessin Iman (* 24. April 1983)
- Prinzessin Raiyah (* 9. Februar 1986)

sowie von acht Stiefkindern, darunter der amtierende König von Jordanien, Abdullah II. bin al-Hussein.
Königin Nūr lebt in Amman, Washington und London.
Sie ist ebenso wie Hussein I. Funkamateurin und hat das Amateurfunkrufzeichen JY1NH.
Als ihr erstgeborener Sohn im April 2021 aufgrund des Vorwurfs, einen Putsch gegen König Abdullah II. geplant zu haben, unter Hausarrest gesetzt wurde, bezeichnete sie die Anschuldigung als Verleumdung.

## Auszeichnungen
- 1978: Groß-Stern des Ehrenzeichens für Verdienste um die Republik Österreich
- 1983: Großkreuz des Verdienstordens der Italienischen Republik
- 1983: Mugunghwa-Orden
- 1985: Orden de Isabel la Católica
- 1989: Order of Saint John
- 1989: Königlicher Seraphinenorden
- 1989: Nishan al-Kamal
- 1994: Orden Karls III.
- 1998: Elefanten-Orden
- 2006: Women’s World Awards – World Tolerance Award
- 2015: Woodrow Wilson Award for Public Service (Princeton University)[9]